# De Geïllustreerde Kinderwereld
De Geïllustreerde Kinderwereld. Geïllustreerd weekblad voor de jeugd en het huisgezin.", afgekort "Kinderwereld", was een Vlaams tijdschrift dat net als Kindervriend ook door N.V. Patria in Antwerpen werd uitgegeven. Het blad verscheen voor de Eerste Wereldoorlog en hield in 1926 op te verschijnen.
Qua inhoud vertoonde het veel overeenkomsten met het blad Kindervriend, maar bevatte het kwalitatief iets betere stripreeksen die ook nu nog beroemd zijn gebleven, zoals The Katzenjammer Kids, Bringing Up Father en Mutt & Jeff. 

## Bron
- KOUSEMAKER, Kees en Evelien, "Wordt Vervolgd- Stripleksikon der Lage Landen", Uitgeverij Het Spectrum, Utrecht, Antwerpen, 1979, blz. 160.